# Georges le petit curieux (série télévisée d'animation)
 (février 2013).
Si vous disposez d'ouvrages ou d'articles de référence ou si vous connaissez des sites web de qualité traitant du thème abordé ici, merci de compléter l'article en donnant les références utiles à sa vérifiabilité et en les liant à la section « Notes et références ».
Georges, le petit curieux (Curious George) est une série télévisée d'animation américaine de 198 épisodes de 30 minutes, adaptée d’un classique de la littérature de jeunesse de H.A. et Margret Rey, produite par Universal Animation Studios, et diffusée en France du 6 octobre 2010 au 23 août 2015 sur TiJi et du 30 juin 2014 au 31 août 2015 sur France 3 dans l'émission Ludo. Elle a aussi été diffusée sur TF1 dans TFou.
En Belgique, la série a été diffusée sur Club RTL.

## Personnages

### Animaux
- Georges : Un singe sans queue qui est le protagoniste du spectacle. Il est excessivement curieux et cause souvent des problèmes involontaires. C'est un personnage que les enfants aiment regarder et dont ils peuvent apprendre.

- Gaspard : Un teckel mâle orange. Gaspard est très convenable et courtois, il veille dans le hall de l'immeuble de Georges lorsque son propriétaire, le portier, est absent. Le comportement de Georges n'est pas apprécié par Gaspard mais malgré cela, il apprécie la compagnie de Georges. Cependant, Gaspard est très pratique et n'hésite pas à gronder Georges pour ses singeries imprudentes.

- Boussole : Un pigeon voyageur mâle bleu, également soigné par le portier. Son sens de l'orientation est médiocre, il est donc souvent qualifié de « pigeon presque voyageur ». Dans les premières saisons, on lui montre qu'il tente mentalement de découvrir ce qu'était Georgse.
- Jumpy : Un écureuil mâle qui vit dans le pays. Bien qu'il reste principalement dans les arbres, il finira souvent par être impliqué avec Georges.

- Gnocchi : Une chatte beige, qui appartient au chef Pisghetti. Elle est très calme et contemplative, ignorant souvent les gens qui l'entourent.

- Charly : Une femelle cocker noir appartenant à Steve et Betsy. Charkie est très agitée, adore faire des backflips et fuit fréquemment ses gardiens. Elle est très douée pour ouvrir et déverrouiller des choses.

- Les lapins de Bill : Sept bébés lapins appartenant à Bill. Leurs noms sont Peluche, Blanchou, Caramel, Coca, Oreille Noire, Grise Mine et Galopin de Garenne.

### Humains
- Narrateur : Le Narrateur est le conteur anonyme qui raconte les événements de chaque épisode de la série. Il parle principalement des sentiments de George et de l'homme au chapeau jaune ainsi que de leurs actions.

- L'homme au chapeau jaune : L'homme qui s'est lié d'amitié avec George pour la première fois est également son professeur principal et son mentor. Dans une scène supprimée de 2006, il a été révélé que son vrai nom est Ted Shackleford. Il ne porte pas son chapeau à la maison mais le porte lorsqu'il se rend en public. L'homme est souvent malchanceux et fait des erreurs (comme perdre constamment son chapeau, se trouver au mauvais endroit au mauvais moment, goûter quelque chose de terrible avec une réaction amère, etc.). Il est également distrait et un peu maladroit.

- Le portier : Le portier de l'immeuble dans lequel vivent George et l'homme au chapeau jaune. Il est le propriétaire de Gaspard. Lorsqu'il est en service, il porte des vêtements rouges semblables à ceux d'une sentinelle britannique, différent uniquement par un bonnet rouge. Quand il est allé camper avec Georges et Gaspard, il portait une tenue un peu semblable à celle d'un gendarme canadien . Il est sympathique et aime toujours voir Georges. Il tient un poulailler de pigeons voyageurs sur le toit de l'immeuble. Comme l'homme au chapeau jaune, le nom du portier n'est jamais mentionné. Le portier a un accent notable de Brooklyn.

- Professeur Wiseman : Une amie scientifique de Georges. Dans différents épisodes, elle est considérée comme une spécialiste des fusées et travaillant dans un musée local. Elle semble avoir un métier directement lié à l'homme au chapeau jaune. Elle est fréquemment invitée à passer du temps avec l'homme au chapeau jaune et George.

- Chef Pisghetti et Netti : Un chef italien de la ville qui possède un restaurant avec sa femme. George lui rend souvent visite et l'aide souvent en faisant des courses et des tâches ménagères dans le restaurant. Le Chef utilise souvent les légumes frais qu'il cultive dans un jardin sur le toit. Son nom fait référence à la façon dont certains tout-petits prononcent le mot « spaghetti ». Il menace souvent de ne plus jamais cuisiner en cas de problème avec sa nourriture.

- Les Renkins : Un couple qui possède une ferme près de la maison de campagne. Ils ont des chevaux, des vaches, des porcs, des moutons, des poulets, une chèvre, un chien de berger nommé Bo et des abeilles. George leur emprunte aussi parfois des matériaux, notamment une pompe à eau et du bois de rebut.

- Marco : Un garçon mexicain qui vit dans un quartier mexicain de la ville, lui et sa famille jouent de la musique espagnole n'importe où.

- Allie : La petite-fille des Renkins qui est âgée de cinq ans. Allie est une petite fille très guillerette et courageuse qui a à peu près la taille de George et est aussi aventureuse et curieuse que lui. Quand elle rencontre George pour la première fois, elle est excitée et désireuse d'apprendre les manières d'un singe.

- Bill : Le voisin de George de l'autre côté de la rue dans le pays. Il possède un clapier de lapins et dispose d'un itinéraire papier. Il aime aussi faire voler des cerfs-volants , mais semble être un acrophobe. Bill a une connaissance abondante de nombreux sujets, mais ne réalise apparemment pas que George est un singe et se réfère souvent à lui comme un « enfant de la ville » pour expliquer les choses étranges que fait George.

## Fiche technique
- Dates de première diffusion[1] :
  - États-Unis : 4 septembre 2006
  - France : 18 septembre 2008

## Distribution

### Voix françaises
- Patrice Dozier : le narrateur, Pasghetti
- Brigitte Virtudes : Anna, Pr Wiseman
- Charlyne Pestel : Betty
- Dimitri Rougeul : Billy
- Anne Rondeleux : Sylvia
- Claudine Delvaux : Sprint, Nid d'abeille, la femme verte
- Xavier Béja : l'homme au chapeau jaune
- Sandrine Cohen : la journaliste, l'opératrice
- Jérémy Prévost : le concierge
- Florence Dumortier : Mme Dulson, Mme Kuint, Tante Margaret
- Michel Voletti : M. Cristal
- Brigitte Aubry : Mme Salto
- Philippe Valmont : Pr Desai
- Fily Keita, Michel Tugot-Doris, Marie-Charlotte Leclaire, Gérard Surugue, Charles Pestel, Claudine Grémy, Pascal Nowak, Denis Boileau, Daniel Beretta : voix additionnelles
  - Société de doublage : Libra Films[2]
  - Direction artistique : Patricia Legrand
  - Adaptation : Thierry Renucci

## Adaptations
Trois films, toujours adaptés de l'œuvre de H. A. et Margret Rey, sont parus : Georges le petit curieux, en 2006, qui précède la série ; Georges le petit curieux 2 : Suivez ce singe en 2010 et Georges le petit curieux 3 : Retour à la jungle, en 2015.